# العلاقات السلوفينية الغيانية
العلاقات السلوفينية الغيانية هي العلاقات الثنائية التي تجمع بين سلوفينيا وغيانا.

## مقارنة بين البلدين
هذه مقارنة عامة ومرجعية للدولتين:
| وجه المقارنة                                              | سلوفينيا                                                      | غيانا        |
| --------------------------------------------------------- | ------------------------------------------------------------- | ------------ |
| المساحة (كم2)                                             | 20.27 ألف                                                     | 214.97 ألف   |
| عدد السكان (نسمة)                                         | 2.07 مليون                                                    | 777.86 ألف   |
| الكثافة السكانية (ن./كم²)                                 | 102.12                                                        | 3.62         |
| العاصمة                                                   | ليوبليانا                                                     | جورج تاون    |
| اللغة الرسمية                                             | اللغة السلوفينية، اللغة الإيطالية، لغة مجرية                  | لغة إنجليزية |
| العملة                                                    | يورو، تولار سلوفيني                                           | دولار غياني  |
| الناتج المحلي الإجمالي (بليون دولار)                      | 48.77 مليار                                                   | 3.68 مليار   |
| الناتج المحلي الإجمالي (تعادل القوة الشرائية) بليون دولار | 66.01 مليار                                                   | 5.77 مليار   |
| الناتج المحلي الإجمالي الاسمي للفرد دولار أمريكي          | 20.73 ألف                                                     | 4.13 ألف     |
| الناتج المحلي الإجمالي للفرد دولار أمريكي                 | 30.40 ألف                                                     |              |
| مؤشر التنمية البشرية                                      | 0.880                                                         |              |
| رمز المكالمات الدولي                                      | +386                                                          | +592         |
| رمز الإنترنت                                              | .si                                                           | .gy          |
| المنطقة الزمنية                                           | توقيت وسط أوروبا، ت ع م+01:00، ت ع م+02:00، أوروبا/ليوبليانا ‏ | 00           |

## منظمات دولية مشتركة
يشترك البلدان في عضوية مجموعة من المنظمات الدولية، منها:
| علم المنظمة | اسم المنظمة                               | تاريخ انضمام سلوفينيا | تاريخ انضمام غيانا |
| ----------- | ----------------------------------------- | --------------------- | ------------------ |
|             | مؤسسة التنمية الدولية                     | 25 فبراير 1993        | 4 يناير 1967       |
|             | يونسكو                                    | 27 مايو 1992          | 21 مارس 1967       |
|             | وكالة ضمان الاستثمار متعدد الأطراف        | 19 مارس 1993          | 18 يناير 1989      |
|             | الأمم المتحدة                             | 22 مايو 1992          | 20 سبتمبر 1966     |
|             | الاتحاد البريدي العالمي                   | ?                     | ?                  |
|             | البنك الدولي للإنشاء والتعمير             | 25 فبراير 1993        | 26 سبتمبر 1966     |
|             | الاتحاد الدولي للاتصالات                  | 16 يونيو 1992         | 8 مارس 1967        |
|             | منظمة حظر الأسلحة الكيميائية              | ?                     | ?                  |
|             | مؤسسة التمويل الدولية                     | 25 فبراير 1993        | 4 يناير 1967       |
|             | المركز الدولي لتسوية المنازعات الاستشارية | 6 أبريل 1994          | 10 أغسطس 1969      |
|             | منظمة التجارة العالمية                    | ?                     | ?                  |
|             | منظمة الشرطة الجنائية الدولية             | ?                     | ?                  |

## وصلات خارجية
- موقع وزارة الخارجية السلوفينية
- موقع وزارة الخارجية الغيانية